# Belgijski nogometni savez
Belgijski nogometni savez (nizozemski: Koninklijke Belgische Voetbalbond KBVB, francuski: Union royale belge des sociétés de football association, URBSFA, njemački: Königlicher Belgischer Fußballverband, KBFV) je najviše nogometno tijelo u Belgiji. Sjedište nogometnog saveza je u Bruxellesu. 
Belgijski nogometni savez je osnovan 1895. godine. Član FIFA-e je postao 1904., a UEFA-e od 1954. godine.
Pod kontrolom Belgijskog nogometnog saveza su i nacionalne reprezentacije: muška, ženska te ostale reprezentacije u juniorskim kategorijama: muške U-21, U-19, U-17 i ženske U-19, U-17.

## Predsjednici saveza
Trenutni predsjednik saveza je od 2006. godine je François De Keersmaecker.
- 1895. – 1924.: Barun Edouard de Laveleye
- 1924. – 1929.: Grof Joseph d'Oultremont
- 1929. – 1937.: Rodolphe William Seeldrayers
- 1937. – 1943.: Oscar van Kesbeeck
- 1945. – 1951.: Francis Dessain
- 1951. – 1967.: Georges Hermesse
- 1967. – 1987.: Louis Wouters
- 1987. – 2001.: Barun Michel D'Hooghe
- 2001. – 2005.: Jan Peeters
- 2006. – danas: François De Keersmaecker

## Poveznice
- Belgijska nogometna reprezentacija
- Belgijska Pro League
- Belgijski nogometni kup
- Belgijski nogometni superkup

## Vanjske poveznice
- Službena stranica nogometnog saveza Belgije
- Belgija na službenoj stranici FIFA-e  Arhivirana inačica izvorne stranice od 24. ožujka 2010. (Wayback Machine)
- Belgija na službenoj stranici UEFA-e